# DEF CON

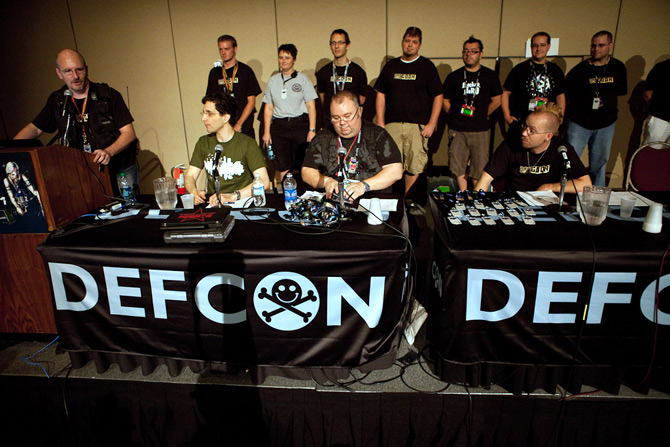
DEF CON 18

DEF CON (of Def Con) is een van de grootste hacker-conferenties ter wereld en vindt plaats in Las Vegas. DEF CON werd in 1993 opgericht door hacker Jeff Moss, beter bekend als The Dark Tangent. Het evenement duurt drie dagen en bestaat uit lezingen, workshops, ontmoetingen en wedstrijden. De deelnemers zijn hackers, computerdeskundigen, headhunters, verslaggevers, journalisten, FBI-agenten, CIA, ICT-specialisten en studenten die van over heel de wereld naar Las Vegas komen. In 2012 vierde DEF CON zijn 20-jarig bestaan.

## Geschiedenis
Het eerste congres in 1993 was oorspronkelijk een afscheidsfeest van een vriend en medehacker van "Platinum Net", een hackingnetwerk uit Canada dat gebaseerd is op het FidoNET-protocol. Jeff Moss hielp de organisator met het afscheidsfeest en besloot om dit te organiseren in Las Vegas. Vanwege het vroegtijdige vertrek van de organisator nam Jeff Moss het feest volledig over. Via het IRC nodigde hij leden uit van verschillende netwerksystemen en stuurden hij faxen naar de United States Secret Service, FBI en CIA. Op de eerste DEF CON-conferentie waren honderd deelnemers aanwezig. In het militair jargon staat DEF CON voor Defense Condition en komt DEF CON ook voor in de film WarGames. De letters DEF is ook de nummertoets drie op een telefoon.

## Wedstrijden
Capture the flag (CTF) is een van de oudste wedstrijden (DEF CON 4) die tijdens DEF CON gehouden wordt en is nu uitgegroeid tot een van de populairste wedstrijden van het evenement. De "flag" is een databestand op een server en elke vlag identificeert een team. Gedurende het spel proberen teams elkaars server aan te vallen of te verdedigen. De hackers krijgen hierbij de kans hun getalenteerde cyberaanval- en verdedigingstechnieken te demonstreren. Andere wedstrijden zijn de lockpicking, robotics-related contests, scavenger hun, art, slogan en coffee wars.

#### Blackbadge
The Black Badge is de hoogste prijs die DEF CON aan een persoon of team kan toekennen. De prijs kan uitgereikt worden voor de tijdens een wedstrijd getoonde vaardigheden of een bijdrage aan beveiligingssystemen. De winnaar wordt beloond met gratis toegang tot DEF CON, wat neerkomt op een gift van duizenden dollars.

## Incidenten
Op 16 juli 2001 werd de Russische programmeur Dmitry Sklyarov een dag na DEF CON aangehouden. Hij werd ervan verdacht de software 'Advanced eBook Processor' gemaakt te hebben waarbij men de encryptie van het Adobe e-book-formaat kon kraken en bijgevolg deze omzetten naar pdf-formaat.
Tijdens DEF CON 15 in 2007 werd verslaggever Michelle Madigan van Dateline NBC beschuldigd van filmen zonder perskaart.